# Гонка Формулы-E в Марракеше
Гонка Формулы-Е в Марракеше — это один из этапов соревнований среди одноместных электрических болидов чемпионата Формулы-E, который проводится в городе Марракеш, Марокко. Впервые этап был проведён в сезоне 2016—17.

## Трасса
Гонка Формулы-Е в Марракеше проводится на временной городской трассе, имеющей название Международный автодром Мулай Эль-Хассан. Её протяжённость составляет 2,971 километр, а количество поворотов равно пятнадцати. Она расположена в районе Агдал города Марракеш. Помимо Формулы-E, на этой трассе проходили гонки чемпионата WTCC.

## Победители гонки Формулы-Е в Марракеше
| Сезон   | №                                | Пилот                            | Команда                          | Трасса                                  | Отчёт                            |
| ------- | -------------------------------- | -------------------------------- | -------------------------------- | --------------------------------------- | -------------------------------- |
| 2021—22 | 5                                | Эдоардо Мортара                  | ROKiT Venturi Racing             | Международный автодром Мулай Эль-Хассан | Отчёт                            |
| 2020—21 | Отменена из-за пандемии COVID-19 | Отменена из-за пандемии COVID-19 | Отменена из-за пандемии COVID-19 | Отменена из-за пандемии COVID-19        | Отменена из-за пандемии COVID-19 |
| 2019—20 | 4                                | Антониу Феликс да Кошта          | DS Techeetah                     | Международный автодром Мулай Эль-Хассан | Отчёт                            |
| 2018—19 | 3                                | Жером Д'Амброзио                 | Mahindra Racing                  | Международный автодром Мулай Эль-Хассан | Отчёт                            |
| 2017—18 | 2                                | Феликс Розенквист                | Mahindra Racing                  | Международный автодром Мулай Эль-Хассан | Отчёт                            |
| 2016—17 | 1                                | Себастьен Буэми                  | Renault e.dams                   | Международный автодром Мулай Эль-Хассан | Отчёт                            |